# Overstatsligt samarbejde
Overstatsligt samarbejde er et begreb i fagdisciplinen international politik. Det refererer til et statsligt samarbejde, hvor der findes myndigheder, som kan træffe bindende beslutninger for medlemslandene på områder, hvor staterne har afgivet  suverænitet i et omfang, der normalt vil fremgå af traktaten. EU er et eksempel på en overstatslig organisation, som siden vedtagelsen af Lissabontraktaten hovedsagelig har bygget på overstatsligt samarbejde. Dette har på en række områder udviklet sig fra det mellemstatslige til det overstatslige niveau og omfatter også beslutninger, som gælder direkte for borgerne i medlemslandene.
” Det betyder med andre ord, at en dansk borger kan påberåbe sig nogle juridiske rettigheder, som ikke er vedtaget i Folketinget men i EU.”  Det betyder også, at retsakter kan vedtages ved flertalsbeslutninger. Et enkelt land eller nogle få lande kan derfor ikke blokere en retsakt, men skal respektere regler, i form af direktiver og forordninger, uanset om det er i overensstemmelse med landets parlamentariske flertal.

## Eksterne links
- Fakta om EU:Hvad er forskellen på mellemstatsligt og overstatsligt samarbejde? Arkiveret 17. november 2015 hos  Wayback Machine

| Politik | Spire Denne artikel om politik og ideologi er en spire som bør udbygges. Du er velkommen til at hjælpe Wikipedia ved at udvide den. |